# Харухиса Хасегава
Харухиса Хасегава (јап. 長谷川 治久; 14. април 1957) јапански је фудбалер.

## Каријера
Током каријере је играо за Јанмар Дизел.

## Репрезентација
За репрезентацију Јапана дебитовао је 1978. године. За тај тим је одиграо 15 утакмица и постигао 4 гола.

## Статистика
| Јапан  | Јапан   | Јапан  |
| Година | Наступи | Голови |
| ------ | ------- | ------ |
| 1978.  | 4       | 0      |
| 1979.  | 1       | 0      |
| 1980.  | 9       | 4      |
| 1981.  | 1       | 0      |
| Укупно | 15      | 4      |